# Primavera (Terra do Fogo)

Primavera, é uma comuna do Chile, localizada na Província de Terra do Fogo, Região de Magalhães e Antártica. A capital da comuna é Cerro Sombrero, localizado no cerro homónimo.
A comuna limita-se: a norte com San Gregorio; a leste com a República da Argentina; a sul com Porvenir; a oeste com Punta Arenas.